# Mirko Virius

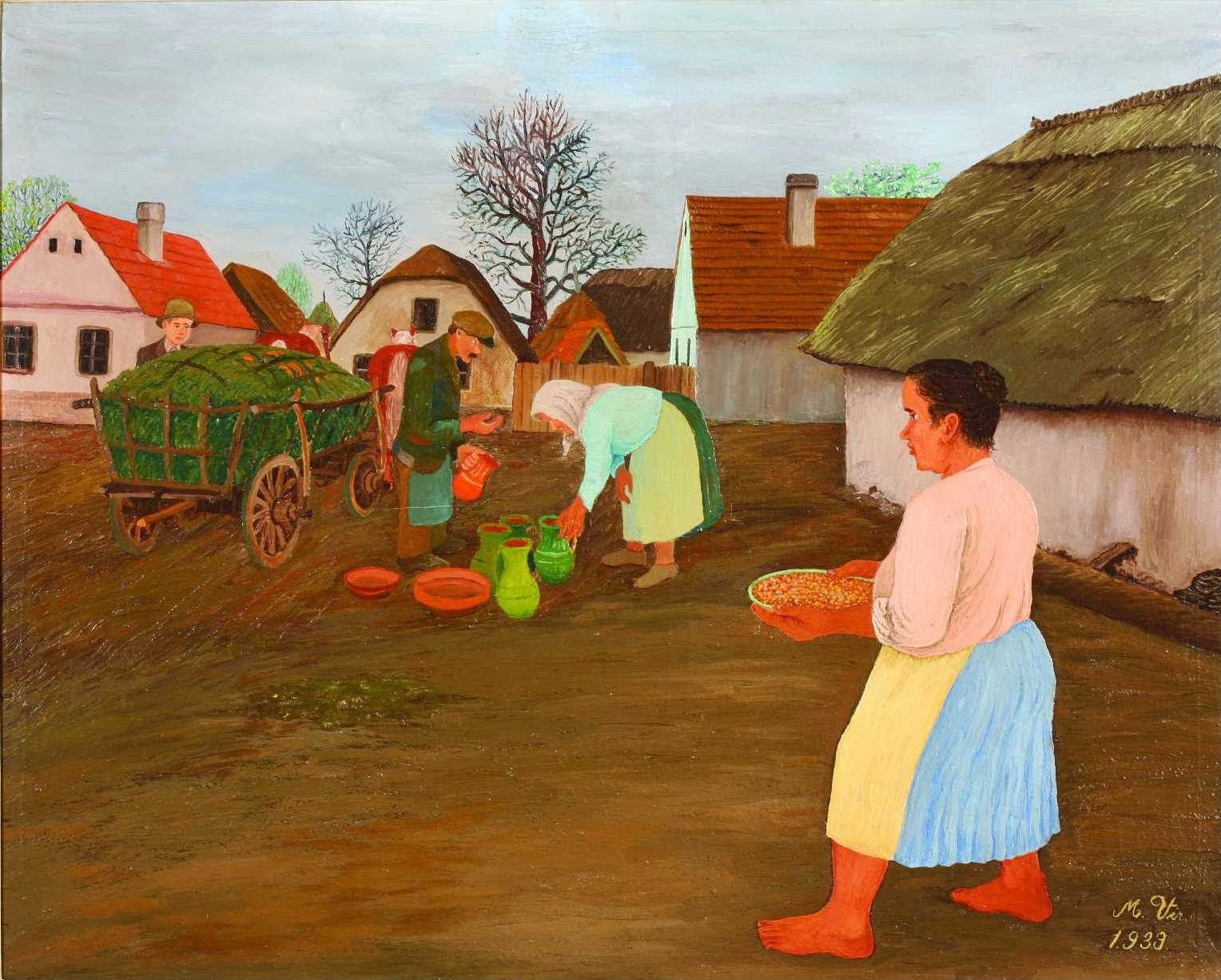
Gemälde von Mirko Virius (1939)

Mirko Virius (* 28. Oktober 1889 in Đelekovec, Österreich-Ungarn; † 1943 in Zemun, Jugoslawien) war ein jugoslawischer Maler der naiven Kunst.

## Biografie
Virius wurde im Dorf Đelekovec nahe Koprivnica geboren, wo er vier Jahre die Primarschule besuchte. Im Ersten Weltkrieg kämpfte er als austro-ungarischer Soldat in Galizien. Er kam in russische Gefangenschaft und arbeitete als ein Zwangshilfsarbeiter in Kiew, Charkow und in Jekaterinoslawer (Stahlwerk). Im Frühjahr 1918 kam er aus Russland zurück und blieb in Zagreb, bis der Krieg endete. Er wurde ein Mitglied der progressiven ländlichen Bewegung, geführt durch die Kroatische Bauernpartei.
1936 stellte der Verfasser Mihovil Pavlek Miškina ihn den Hlebiner Malern Ivan Generalić und Franjo Mraz vor. Sie wurden zur ersten Generation der kroatischen Version der Naiven Kunst, der „Schule der Naiven Kunst von Hlebine“.
Im Zweiten Weltkrieg wurde Virius wegen seiner politischen Aktivitäten in Zemun im damals Unabhängigen Staat Kroatien inhaftiert, wo er auch starb. Sein Schicksal wurde festgehalten von Generalić, der das Bild Tod meines Freundes Virius schuf, eines seiner bekanntesten Werke.
Werke Virius' sind heute unter anderem Teil der Sammlungen des Kroatischen Museums für Naive Kunst in Zagreb, des Museum of Contemporary Art in Zagreb und der Sammlung Zander in Köln.

## Werke (Auswahl)
- Pflügen, 1938[1]
- Ernte, 1938
- Rückkehr nach dem Regen, 1939